# El Capitán Matamoros
El Capitán, Il Capitano, Capitán Fracassa, Matamore (o Matamoros) y Fierabrás son algunos de los múltiples nombres de un tipo de personaje de la Comedia del arte, encarnado por un soldado tan fanfarrón como cobarde, y que se sintetizó en la imagen de un militar del imperio español, con sombrero de plumas, enorme espada y voz de trueno.
En el esquema básico que divide los personajes de la comedia del arte en "criados" (zanni), "amos" ("vecchi") y "enamorados", el Capitán (que se codea con los amos, se bate en duelo con los siervos y, de enamorado, 'solo tiene la pretensión') funciona como catalizador ridículo y patético. Pero, si hubiera que encajarlo en alguno de los tres grupos, su lugar más apropiado sería ocupando "el tercer vértice del triángulo satírico del poder", es decir, con los "vecchi": Pantaleón en el vértice económico, Il Dottore en el intelectual y el Capitán en el militar. En la historia del teatro, se le considera un heredero legítimo del «miles gloriosus» de Plauto.

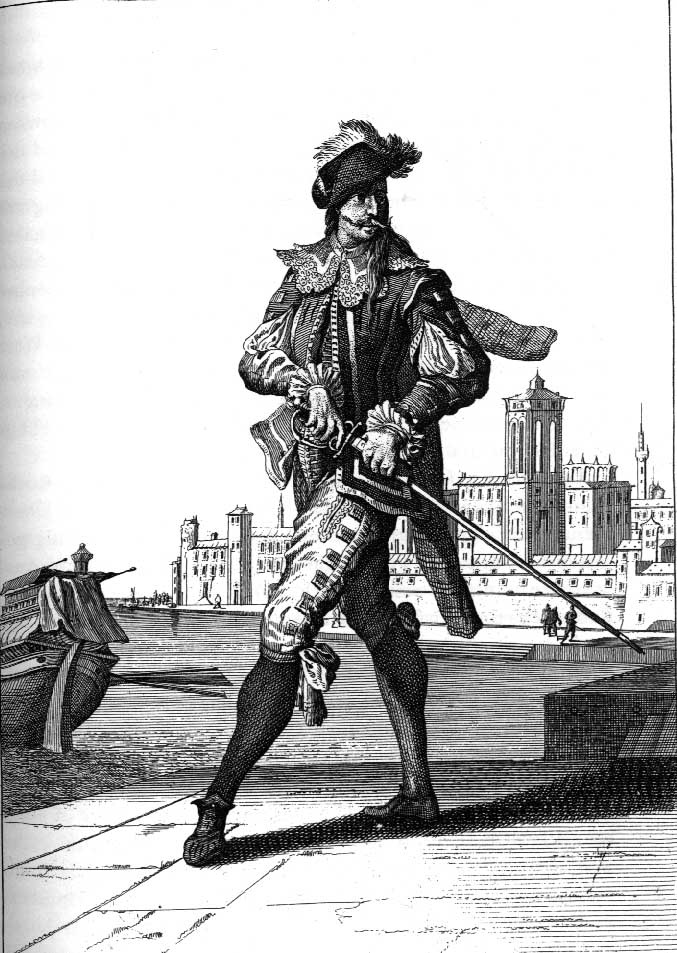
Grabado napolitano (hacia 1650).
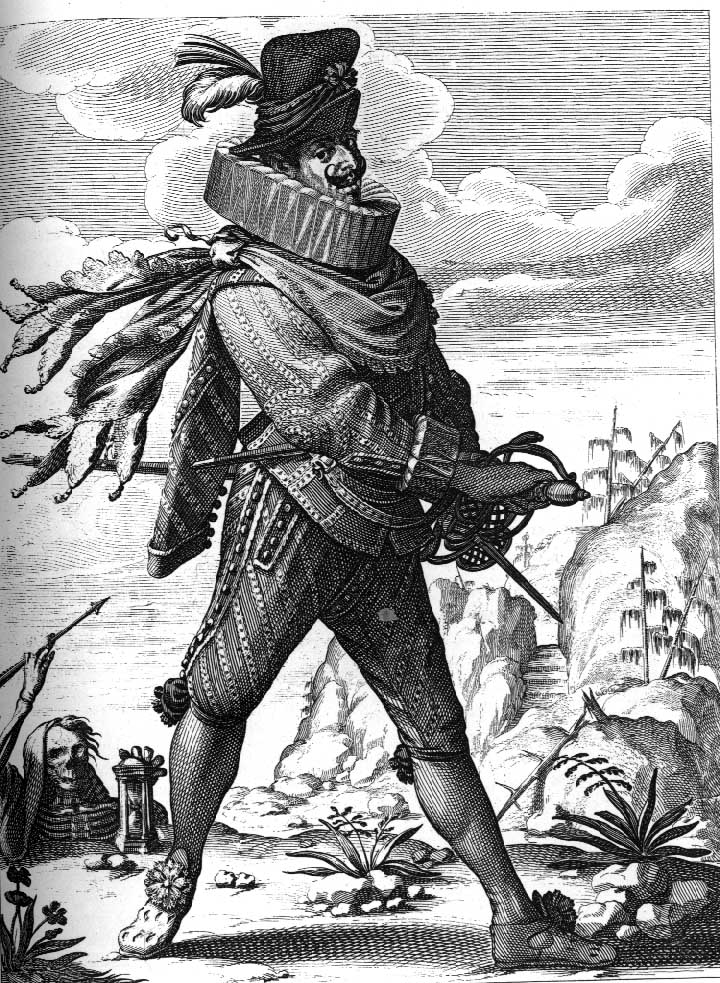
Grabado de Abraham Bosse (hacia 1650).
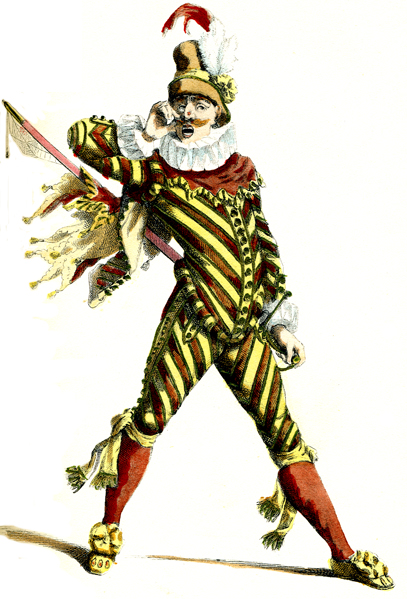
Figurín de Maurice Sand (1860).

## Los muchos primos deIl Capitano
El teatro europeo, en el proceso de expansión de la commedia dell'arte generó una rica red de personajes de este tipo, con nombres como: Spavento (espanto), Rodomonte della Papironda o Rinoceronte, Spaccamonti o Spezza-Monti (hiende-montañas), Cocodrilo, Terremoto, Brandimarte o Martebellonio, Basilisco, Scarabombardon o Escobonbardón, Cerimonia, Giangurgolo (Juan Bocazas), Rogantino, y el más famoso de todos y más cercano al grupo de los criados: Scaramuccia, etc. Que en Francia fueron los  Scaramouche, Briarée, Brisemur, o Fierabrás.
Callot lo describió con máscara. El actor "Bellemore", sin embargo, no aparece enmascarado en la litografía que Lauglumé dejó del estreno en el Hôtel de Bourgogne en el París de 1672. Estre los primeros "capitanos", al parecer más conseguidos, hay noticia de los interpretados por Francesco Andreini (1548-1624) actor de la compañía de los «gelosi», como «Capitano Spavento della Valle Inferna»; y el "Capitán Matamoros" logrado por Silvio Fiorillo (1560-1632), miembro de la «Compagnia degli Uniti».
Algunas literaturas, y en especial la francesa, llegaron a desarrollar personajes análogos, en especial en el campo de la comedia. Se han propuesto autores como Larivey, Scarron, Desmarets, Adrien de Montluc-Montesquiou, Cyrano de Bergerac, Rotrou, Corneille y Tristan L'Hermite. También se pueden mencionar los trabajos del actor Francesco Andreini y el viajero Teófilo Gautier.

### Il Vappovisto por Sand
Il Vappo fue un nombre más para el prototipo de il Capitano, convertido en espadachín napolitano, cuya sombra ofrece contornos terribles que a menudo le producen miedo a él mismo. El diseñador de vestuario francés Maurice Sand (hijo de George Sand) lo describió así: "Va vestido como un capitán del siglo pasado (XVI), con la capa cuadrada y amplia de la Regencia, un tricornio de exagerada altura, calzón amarillento y una larga espada, cuya guarda mohosa produce al andar gran ruido de hierro".

### En la ópera
Este personaje también se ha desarrollado en el género operístico, evolucionando en cuanto a sus orígenes pero conservando la esencia de su personalidad. Así aparece por ejemplo en libretos de ópera como El elixir de amor, de Gaetano Donizetti, donde toma el nombre del sargento Belcore, engreído, superficial y egocéntrico.